# الريمة (المخادر)

تعديل مصدري - تعديل

الريمة محلة تابعة لقرية شرق، التابعة لعزلة الشرف بمديرية المخادر إحدى مديريات محافظة إب في الجمهورية اليمنية، بلغ تعداد سكانها 62 حسب تعداد اليمن لعام 2004.